# Gleann Cholm Cille

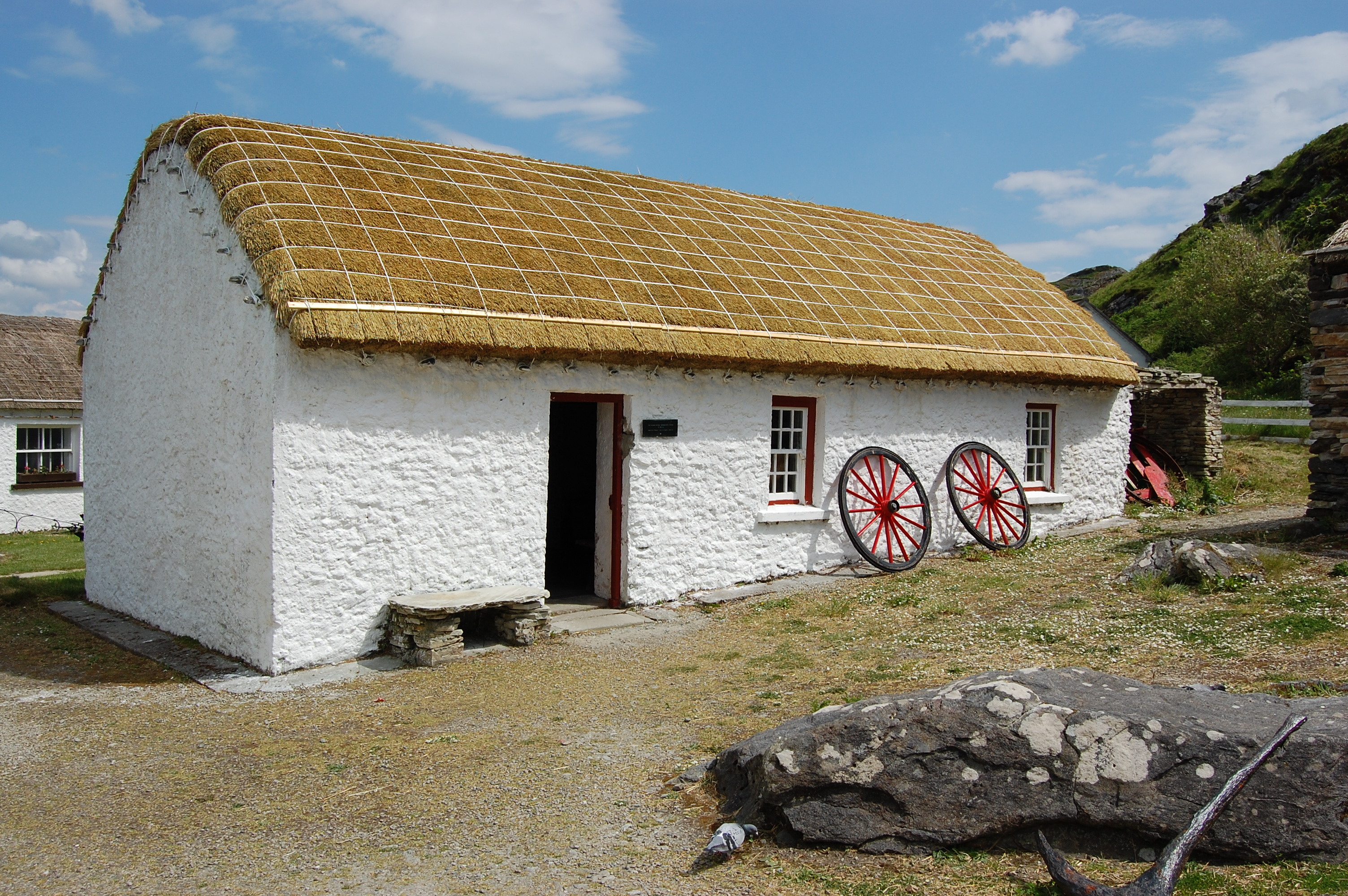
Cottage im Folk Village Museum

Gleann Cholm Cille (englisch Glencolumbkille oder gelegentlich auch Glencolmcille) ist ein kleiner Ort mit 167 Einwohnern (Volkszählung 2022) in einer Gaeltacht-Region im County Donegal. Daher ist die irische Form des Namens auch die einzige offiziell gültige. In dem abgelegenen Ort und seiner Umgebung finden sich sowohl vorzeitliche Monumente als auch frühchristliche Spuren. Er ist einer der historisch interessanten Plätze in Irland.
Das „Tal des Hl. Columban“ ist ein populärer Wallfahrtsort. Sein Name erinnert an den heiligen Columban (irisch: Colm Cille – Taube der Kirche), der im Jahre 561 n. Chr. angeblich als Sohn eines Königs von Leinster geboren wurde, hier eine Zeit lang lebte, bevor er nach Iona in Schottland ging. Er ist einer der drei Nationalheiligen Irlands.

## Souterrain von Straid
Ein frühchristliches Kloster, von dem sich allerdings keine Spuren mehr finden, soll hier gelegen haben. Die anglikanische Kirche mit einem alten Souterrain – (stone-built) bildet heute das Zentrum des Ortes. Gleich neben der Kirche liegt der moderne Zugang. Es wird grundsätzlich zwischen „rock-cut“, „earth-cut“, „stone built“ und „mixed“ Souterrains unterschieden.
Es ist eine etwa zwei Meter tiefe Röhre, die aber aufgrund fehlender Tritt- und Haltemöglichkeiten nicht benutzt werden kann. Von der früheren Erforschung ist bekannt, dass die Röhre neben einem rechteckigen, über sechs Meter langen, etwa 2,5 Meter breiten und 1,6 m hohen Raum endet, in den man durch einen Schlupf (1,0 × 0,5 m) gelangt. Im Osten liegt hinter einem niedrigen Schlupf ein über sechs Meter langer, etwa 1,0 m breiter und etwa 1,0 m hoher Gang. In der Mitte der Westwand ist ein Schlupf in 0,4 m Höhe über dem Grund. Er führt in einen weiteren, über neun Meter langen, zumeist schmalen und niedrigen Gang. Ein zweites Souterrain liegt (zerstört) bei der Polizeistation.

## Die Cross-Slabs

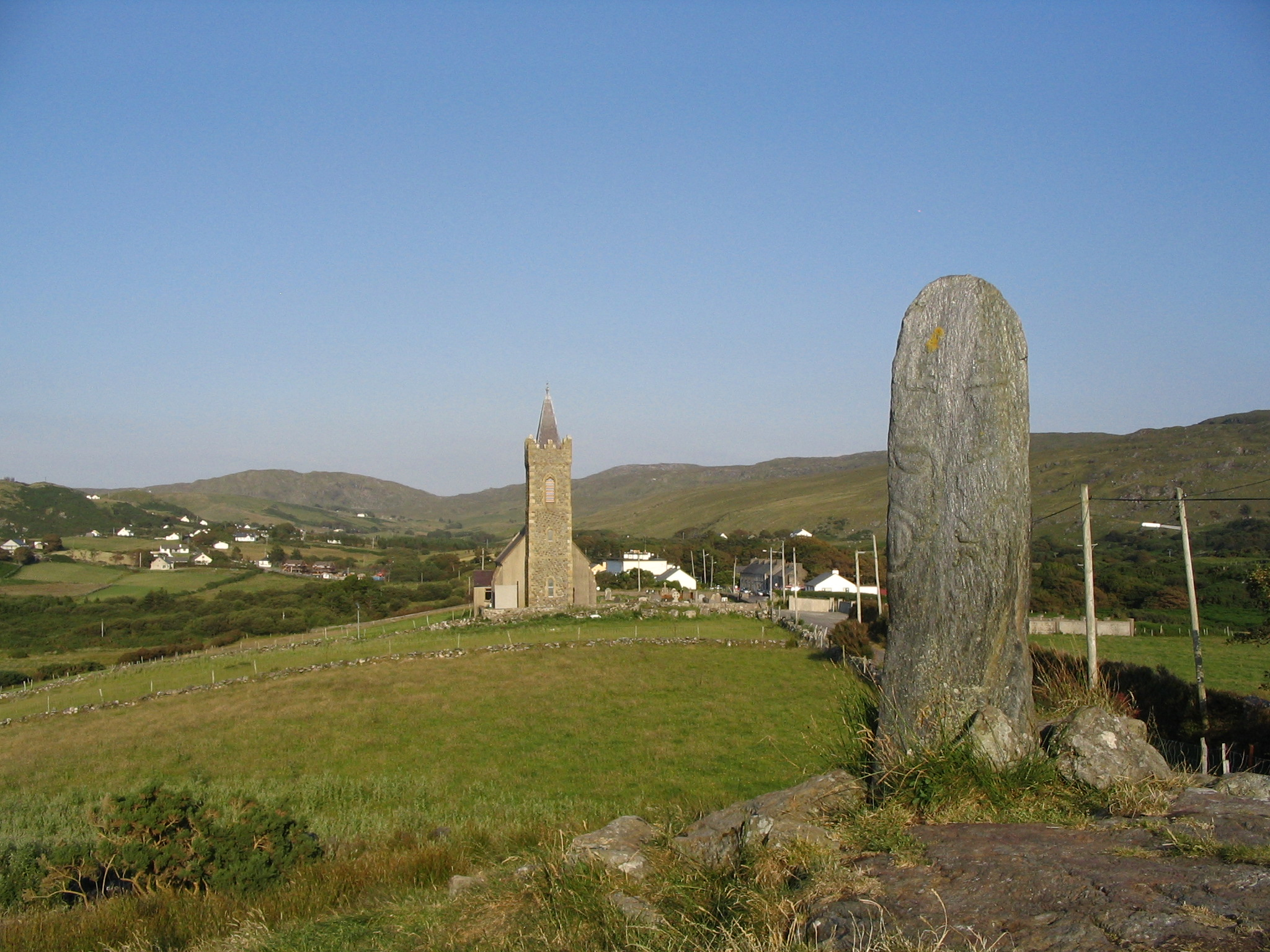
Im Vordergrund eine Station des Turas

Der Turas ist eine Wallfahrt, die am 9. Juni auf einem 13 km langen Rundweg mit 15 Stationen stattfindet. Die Stationen liegen zum Teil an Grabhügeln und Court Tombs oder an zum Teil mit vielleicht heidnischen Symbolen bedeckten Cross Slabs (auch Cross Pillar). Sie haben Namen wie:
- der Stein der Versammlung,
- der Hügel des Kreuzes,
- die Quelle Columcilles,
- der Thron Columcilles
- An Caiseal

## Die Court Tombs sind National Monumente
- Farranmacbride (irisch Fearann Mhic Giolla Bhríde, unter diesem Namen sind mehrere Anlagen in Irland bekannt) oder Mannernamortee (Mainnear na Mortaigh) ist ein stärker beschädigtes Monument des Typs der Court Tombs mit zentralem Hof, auf einer Anhöhe im Norden des Ortes.
- Cloghanmore (An Clochán Mór) bei Malin More ist ein besonders gut erhaltenes Court Tomb, ähnlich Creevykeel, allerdings mit der Einmaligkeit zweier parallel liegender Galerien, bestehend aus je zwei Kammern.

Das „Folk Village Museum“, das das frühere ländliche Leben dokumentiert, wurde 1950 von James McDyer gegründet.

## Söhne und Töchter
- Patrick McGinley (* 1937), Schriftsteller

## Hinweis
Es gibt einen gleichnamigen Ort im Burren im County Clare, westlich von Gort am Rande der Turloughmore Mountains.